# 逆井落
逆井落（さかさいおとし）は、埼玉県白岡市および南埼玉郡宮代町を流下する農業排水路である。

## 概要
かつて笠原沼における新田開発の際に、笠原沼の一部を構成していた沼沢地においても新田開発がなされた。この逆井落は、この折に併せて整備された排水路である。当地では逆井落という名称の他、逆井落堀（さかさいおとしぼり）と称されることもある。また、当初は笠原沼の東部にて笠原沼落へと流下する流路であったが、今日では中部にて笠原沼落へと流下している。
主として水田などの農地の中を流下し、農業排水を集めながら流下する。流路の詳細に関しては下記の流路節を参照されたい。

## 流路
- 隼人大池の南方、約100mの付近より、白岡市爪田ヶ谷（北側）と大字下野田の境界を東南東へ流下する。また、途中からは爪田ヶ谷と下野田の境界付近を交互に流下し、やがて南埼玉郡宮代町字逆井に至る。
- 字逆井に至った付近より徐々に東北東・北東・北北東へと流路を変え流下する。途中町道の南側に並行し流下してくる百間用水の下を逆井落が伏せ越す。
- 百間用水と立体交差したのち約100mほど北北東へ流下したところで、北北東より流下してくる水路と合流し、東南東へと流路を変え流下する。
- 東武動物公園の敷地周辺に至り、字逆井（北側）と字山崎（南側）の境界を流下する。その後、東武動物公園の敷地に沿い、北北東へと流下する。
- 東武動物公園の敷地内に至った付近より字逆井（西側）と字山崎（東側）の境界付近を蛇行しながらおおよそ北へと流下し、字山崎にて北西より流下してくる笠原沼落へと至り、合流・終点となる。
- 終点：笠原沼落

## 橋梁
- 百間用水

## 流域周辺所在の施設
- トクホン宮代工場
- 東武動物公園
- 新しい村